# ラッセ・ヴィゲン・クリステンセン
ラッセ・ヴィゲン・クリステンセン（Lasse Vigen Christensen、1994年8月15日 - ）は、デンマーク・エスビャウ出身のプロサッカー選手。シルケボーIF所属。ポジションはMF。

## 経歴

### クラブ
地元クラブのエスビャウfBでプレーを始めた。エスビャウ在籍中にアーセナルFCのトライアルを受けたが、契約には至らずFCミッティランのアカデミーに移籍した。
2011年11月、再びイングランドに渡りフラムFCのトライアルを受けた。一ヶ月間、無事トライアルに合格し正式にフラムに加入した。2013年1月のFAカップ・ノリッジ・シティFC戦でプロデビュー。最初の2シーズンはそれなりに出場機会を得ていたものの、2016-17シーズンに入ると出場機会が激減。出場機会の確保のため、冬の移籍ウインドーでバートン・アルビオンFCにレンタルで加入した。
2017年7月、ブレンビーIFに移籍。2020-21シーズンはリーグ優勝を経験した。
2021年7月、SVズルテ・ワレヘムと契約した。
2023年2月7日、シルケボーIFに移籍した。

### 代表
ユース年代のデンマーク代表歴がある。
2016年5月、リオ五輪への招集がかかったが、フラムのスラヴィシャ・ヨカノヴィッチ監督が派遣を拒否したことで登録メンバーから漏れた。
2015年6月、A代表初招集。直後のモンテネグロ戦でベンチ入りしたが、出番はなかった。

## 代表歴
- デンマークU-16
- デンマークU-17
  - UEFA U-17欧州選手権2011
  - 2011 FIFA U-17ワールドカップ
- デンマークU-19
- デンマークU-20
- デンマークU-21
  - UEFA U-21欧州選手権2015
  - UEFA U-21欧州選手権2017

## タイトル
ブレンビーIF
- デンマーク・スーペルリーガ:2020-21
- デンマーク・カップ:2017-18